# Bliznets
Bliznets (rus: Близнец) és un estratovolcà que es troba al centre de la península de Kamchatka, Rússia i s'eleva fins als 1.244 metres sobre el nivell del mar. El volcà està situat a la cresta de la serralada Sredinni, al sud-oest del volcà Kebenei.